# Ödeshögs distrikt
Ödeshögs distrikt är ett distrikt i Ödeshögs kommun och Östergötlands län. 
Distriktet ligger vid Vättern, i och omkring Ödeshög. 

## Tidigare administrativ tillhörighet
Distriktet inrättades 2016 och utgörs av socknen Ödeshög i Ödeshögs kommun.
Området motsvarar den omfattning Ödeshögs församling hade vid årsskiftet 1999/2000.